# K. Jack Bauer
Karl Jack Bauer (* 30. Juli 1926 in Springfield; † 17. September 1987 in Troy) war ein US-amerikanischer Marinehistoriker und Editor. Nach ihm wurde der K. Jack Bauer Award der North American Society for Oceanic History benannt. Sein bedeutendstes Werk war Zachary Taylor: Soldier, Planter, Statesman of the Old Southwest, ein Standardwerk zum zwölften Präsidenten der Vereinigten Staaten Zachary Taylor.

## Leben
Bauer war der Sohn von Charles August Bauer und Isabelle Fairbanks Bauer. Seine undergraduate Studies am Harvard College schloss er 1948 ab. An der Indiana University erhielt er 1949 seinen Master und 1953 promovierte er von ihr. Von 1954 bis 1955 arbeitete er für die National Archives. 1955 wurde er zum U.S. Marine Corps Historical Branch berufen und 1957 wechselte er zum Naval History Division. Am Morris Harvey College arbeitete er 1961 bis 1965 als Assistant Professor. Nachdem der Rensselaer Polytechnic Institute ihn 1965 zum associate Professor ernannt hatte, wurde er 1970 zum Professor of History ernannt, wo er den Rest seiner Karriere arbeitete. 1977 und 1978 war er Gastprofessor an der U.S. Army Command and General Staff College. Er starb 1987 im St. Mary’s Hospital in Troy an Komplikationen in folge eines Herzinfarkts.
Am 18. August 1951 heiratete er Dorothy Sargent, mit der er drei Kinder hatte.

## Werk
Das 1969 veröffentlichte Surfboats and Horse Marines: U.S. Naval Operations in the Mexican War, 1846–48 behandelt Aktionen der United States Navy während des Mexikanisch-Amerikanischem Krieg. Der erste Teil des Buches fokussiert sich auf Aktionen im Golf von Mexiko, wo die United States Navy zuerst eine Blockade etablierte und dann Küstenstädte angriff. In diesem Teil beschreibt Bauer auch den ersten Küstenangriff der United States Navy, der Landung bei Veracruz. Der zweite Teil beschäftigt sich mit militärischen Aktionen im Pazifik. Bauer lobt die Militärische Führung während des Kriegs. Dennis Berge bezeichnet es als einen wichtigen Beitrag zur Forschung über den Mexikanisch-Amerikanischen Krieg. Harry L. Coles lobt das Buch. George E. Buker bezeichnet es als ein gut recherchiertes Buch, das eine Lücke füllt.
Bauers Hauptwerk war Zachary Taylor: Soldier, Planter, Statesman of the Old Southwest, eine Biografie vom zwölften Präsidenten der Vereinigten Staaten Zachary Taylor, was nach dem zweibändigen Standardwerk Zachary Taylor: Soldier in the White House (1941, 1951) Holman Hamiltons die erste Studie über Taylor in drei Jahrzehnten war. Es ist Teil der Southern Biography Series. Bauers Ziel ist es nicht, Hamiltons Werk zu erweitern, sondern Taylors Gründe für seine Entscheidungen zu entdecken, indem er die wichtigsten „Erfahrungen und Ideen“ Taylors isoliert. Dem stellt sich das Problem, dass viele der Schriften von Taylor, dessen Werksammlung schon vorher klein war, im Sezessionskrieg verloren wurden, was Taylor zu einer „Enigma“ macht. Taylor wird von Bauer für seine Arbeit als Kommandeur in der „Frontier“ und während des Grenzkonfliktes zwischen den Vereinigten Staaten und Mexiko gelobt. Hingegen kritisiert er den Präsidenten für seine naive und sture Politik und für seine schwachen militärischen Taktiken. Zwar sei Taylor nicht für seine Präsidentschaft vorbereitet gewesen, doch hätte er sich während seiner Präsidentschaft gebessert; zur Zeit seines Todes sei er zu Reformen bereit gewesen. Trotzdem sei er eher unklug gewesen. John H. Schroeder bezeichnet das Buch als exzellent. Robert E. May lobt Bauers negative Bewertung von Taylors militärischer Aktivität, der er sich anschließt. Hingegen kritisiert er Bauers Interpretation von Taylors Präsidentschaft. Im Vergleich mit Hamiltons Werk bewertet er Bauers Werk als eine bessere Analyse von Taylors militärischer Karriere, dem rassistische Bemerkungen zu den Indianern, welche Hamiltons Werk beinhaltete, fehlte. Hingegen stellt Hamiltons Biografie Taylors Charakter klarer dar. Auch schließt er sich den meisten Interpretationen Hamiltons an. Zachary Taylor: Soldier, Planter, Statesman of the Old Southwest sei insgesamt die beste einbändige Biografie von Zachary Taylor. Robert Wooster schließt sich Bauers Interpretationen an; Es sei eine überzeugende Darstellung des Präsidenten.

## Veröffentlichungen (Auswahl)
Autor
- Surfboats and Horse Marines: U.S. Naval Operations in the Mexican War, 1846–48 United States Naval Institute, Annapolis 1969
- The Mexican War, 1846–1848 (= Wars of the United States) Macmillan Publishers, New York 1974
- Zachary Taylor: Soldier, Planter, Statesman of the Old Southwest. (= Southern Biography Series) Louisiana State University, Baton Rouge 1985, ISBN 0-8071-1237-2.

Editor
- The Dictionary of American Naval Fighting Ships Naval History Division, Washington D. C. 1959, Band 1 (zusammen mit James G. Boland)
- American Secretaries of the Navy United States Naval Institute, Annapolis 1980 (zusammen mit Paolo Coletta und Robert G. Albion)